# جيني موريس (مغنية)
جيني موريس (بالإنجليزية: Jenny Morris)‏ هي مغنية وكاتبة غنائية نيوزيلندية، ولدت في 29 سبتمبر 1956 في Tokoroa ‏ في نيوزيلندا.

## وصلات خارجية
- الموقع الرسمي
- جيني موريس على موقع IMDb (الإنجليزية)
- جيني موريس على موقع ميوزك برينز (الإنجليزية)
- جيني موريس على موقع أول ميوزيك (الإنجليزية)
- جيني موريس على موقع ديسكوغز (الإنجليزية)
- جيني موريس على موقع قاعدة بيانات الفيلم (الإنجليزية)